# Gertraud Knoll
Gertraud Knoll (ur. 7 grudnia 1958 w Linzu) – austriacka duchowna protestancka i polityk, kandydatka w wyborach prezydenckich.

## Życiorys
Ukończyła Bundesrealgymnasium Hamerling w Linzu (1977) oraz studia teologiczne na Uniwersytecie Wiedeńskim (1982), po czym przez rok pracowała na tej uczelni. Została duchowną Kościoła Ewangelickiego Augsburskiego Wyznania w Austrii, od 1983 pracowała jako wikariusz, początkowo w parafii w Stoob. W latach 1985–1994 była proboszczem parafii w Weppersdorfie. W 1994 została biskupem (superintendentem) diecezji Burgenland jako pierwsza kobieta w Austrii.
W 1998 wystartowała w wyborach prezydenckich jako kandydatka niezależna. W głosowaniu, zakończonym w pierwszej turze reelekcją Thomasa Klestila, zajęła 2. miejsce wśród 5 kandydatów z wynikiem 13,6% głosów. W 2002 zakończyła pełnienie funkcji biskupa, a w 2008 wystąpiła z Kościoła Ewangelickiego Augsburskiego Wyznania w Austrii, krytykując kazanie biskupa Manfreda Sauera wygłoszone podczas uroczystości pogrzebowych Jörga Haidera.
W międzyczasie pracowała jako wykładowca. Dołączyła też do Socjaldemokratycznej Partii Austrii. W latach 2005–2007 wchodziła w skład Rady Federalnej, następnie do 2008 była posłanką do Rady Narodowej XXIII kadencji.
Dwukrotnie zamężna, jej drugim mężem został były minister finansów Ferdinand Lacina.